# Love Too Much
Love Too Much è un singolo del gruppo musicale britannico Keane, pubblicato l'8 agosto 2019 come secondo estratto dal quinto album in studio Cause and Effect.

## Video musicale
Il videoclip, Lochlainn McKenna, è ambientato in una scuola e mostra scene di un insegnante di scuola elementare che cerca invano di mostrare il proprio amore verso una collega con altre in cui i Keane assumono i ruoli di giudici di una competizione di canto tra bambini, intenti a cantare il brano.

## Tracce
1. Love Too Much – 3:09

## Formazione
Gruppo
- Tom Chaplin – voce
- Tim Rice-Oxley – tastiera, cori
- Jesse Quin – basso, cori
- Richard Hughes – batteria, percussioni, cori

Altri musicisti
- David Kosten – strumentazione aggiuntiva

Produzione
- David Kosten – produzione
- Keane – produzione
- Tom Hough – ingegneria del suono
- Tim Morris – ingegneria del suono
- Mo Hausler – ingegneria del suono
- Luke Gibbse – ingegneria del suono aggiuntiva
- CT – missaggio
- Frank Arkwright – mastering